# Nikkan Sports Film Award
De Nikkan Sports Film Award (日刊スポーツ映画大賞, Nikkan Supōtsu Eiga Taishō) is een Japanse filmprijs, die jaarlijks wordt uitgereikt door Nikkan Sports. De prijzen worden uitgereikt sinds 1988.

## Categorieën
- Beste film
- Beste regisseur
- Beste buitenlandse film
- Beste acteur
- Beste actrice
- Beste mannelijke bijrol
- Beste vrouwelijke bijrol
- Nieuwe Artiest Award
- Special Award
- Yujiro Ishihara Award
- Yujiro Ishihara Nieuwe Artiest Award